# Auguste Glardon
Auguste Glardon (* 3. Februar 1839 in Genf; † 9. Februar 1922 in Plainpalais) war ein Schweizer evangelischer Geistlicher.

## Leben

### Familie
Auguste Glardon war der Sohn des Miniaturmalers Jacques Aimé Glardon (* 1815 in Vallorbe, † 1862 in Genf) und dessen Ehefrau Suzanne Françoise (geb. Grobet); seine Schwester war Isaline Glardon, verheiratet mit dem Uhrmacher und Goldschmied François-Ami Lossier.
Er war seit 1861 mit Adine, Tochter von Henri Fromont, Pfarrer und Missionar, verheiratet.

### Werdegang
Auguste Glardon immatrikulierte sich 1858 an der Académie de Genève zu einem Theologiestudium, dass er 1860 beendete; anschliessend ging er nach Schottland, wurde dort 1861 ordiniert und in die presbyterianische Kirche aufgenommen.
Er war vom 11. Juni 1861 bis 1866 in Indien für die presbyterianische Kirche in Adjmire in der englischen Verwaltungseinheit Rajputana tätig und war, nach seiner Rückkehr in die Schweiz, bis 1872 Pfarrer der reformierten Freikirche des Kanton Waadt in La Tour-de-Peilz; in dieser Zeit war er von 1869 bis 1902 Sekretär der Missionskommission.
Ab 1903 war er Pfarrer in Cannes.

### Geistliches und berufliches Wirken
Auguste Glardon beteiligte sich als Mitarbeiter an der Bibliothèque universelle und der Revue suisse. Er verfasste 1878 mit seiner Schrift Charles Finney, Histoire de sa vie et de ses ouvrages eine Biografie über den amerikanischen Erweckungsprediger Charles Finney und mehrere Kurzgeschichten unter den Pseudonymen Paul Gervaix und Marcel Valmont. Eine weitere Schrift behandelte 1873 die Biografie der Universitätsgründerin Mary Lyon.
Er konnte Hindustani sprechen, war mit den alten einheimischen Redewendungen, den Prakrits, vertraut, und hatte ein Interesse am Spiritualismus. Aufgrund seiner Kenntnisse zu indischen Sprachen wurde er unter anderem von dem Psychologen Théodore Flournoy konsultiert.

## Schriften (Auswahl)
- Missions dans l'Inde. Genf 1864.
- Quelques mots sur l'activité missionnaire de l'Eglise. 1865.
- Mon voyage aux Indes Orientales. Lausanne 1869.
- Béhari Lal, Histoire d'un brahmane. Lausanne 1870.
- William Burns, sa vie et ses travaux Europe, en Amérique et'en Chine. 1872.
- Mary Lyon; Histoire d'une maîtresse d'école. 1873.
- The young Brahmin's story; or, The confessions of Bihàrì Làl. Edinburgh 1874.
- Les travaux de Fidelia Fiske en Perse. 1874.
- Charles Finney, Histoire de sa vie et de ses ouvrages. 1878.
- Jésus, sauveur des enfants, lettres sur les écoles du dimanche. 1879.
- Aux parents en deuil, quelques paroles de consolation. 1879.
- D. Moody, sa vie, ses travaux, sa prédication et sa dogmatique. 1881.
- Nouvelles hindoues. Lausanne 1885.
- Robert Moffat, de apostel der Beetsjoeanen. Leiden 1890.